# Fronda
Fronda ist ein seit 1994 bestehender polnischer Verlag. Er publiziert Bücher und die Fronda-Zeitschrift für katholische, konservative Eliten und Intellektuelle. Gründer sind Rafał Smoczyński und Grzegor Górny.

## Themen und Autoren
Fronda vertritt fundamentalistische katholische Positionen; er spricht sich gegen Homosexualität, Abtreibung, Prostitution und Sex vor der Ehe aus.
Der Verlag veröffentlicht Texte umstrittener Autoren der 1930er Jahre, z. B. die des „Nationalradikalen Lagers“ (poln.: Obóz Narodowo-Radykalny, ONR) und Texte der Neuen Rechten. Des Weiteren Ernst Jünger, Julius Evola, Corneliu Codreanu, António de Oliveira Salazar, Augusto Pinochet und seine Generäle (Julio Canesso Robert, Jose Teribio Merino und Jose Pinero), Yukio Mishima, Eduard Limonow, Alexander Dugin oder Wladimir Schirinowski und Autoren der Konservativen Revolution und ihrer aktuellen Vertreter – in Deutschland etwa Gerd-Klaus Kaltenbrunner und Caspar von Schrenck-Notzing.
Im Verlagsprogramm finden sich Bücher von Jean-Didier Lecaillon (Familie als Grundlage des Wohlstandes), Dietrich von Hildebrand (Das trojanische Pferd in Gottes Stadt. Die Ursachen der Krise in der katholischen Kirche), Robert Tekieli (Homöopathie – Populäre Enzyklopädie des New Age), Jacques Maritain (Kunst und Vernunft), Marian Zdziechowski (Das Gespenst der Zukunft) und Marek Jan Chodakiewicz (Die geraubte Erinnerung: Bürgerkrieg in Spanien 1936–39). Es erscheinen Interviews mit hohen Kirchenvertretern, z. B. Kardinal Ratzinger. In der Reihe „Judaica“ werden Persönlichkeiten vorgestellt, die vom Judentum zum Katholizismus konvertiert sind.
Die Fronda-Zeitschrift erscheint in zwei- bis dreimonatlichem Rhythmus in einer Auflage von ca. 5.000 Exemplaren.